# ГЕС Huàshāngōu
ГЕС Huàshāngōu (华山沟水电站) — гідроелектростанція у центральній частині Китаю в провінції Сичуань. Знаходячись перед ГЕС Bālángkǒu, входить до складу каскаду на річці Bālángkǒu, правій притоці Дадухе, котра в свою чергу є правою притокою Міньцзян (впадає ліворуч до Янцзи).
В межах проекту річку перекрили кам'яно-накидною греблею із геомембраною висотою 69 метрів, довжиною 233 метра та шириною по гребеню 10 метрів. Вона утримує водосховище з об'ємом 12 млн м3 та припустимим коливанням рівня поверхні між позначками 2658 та 2700 метрів НРМ.
Зі сховища по дериваційному тунелю довжиною 9,8 км ресурс транспортується до машинного залу, обладнаного двома турбінами потужністю по 36 МВт. Вони використовують напір у 415 метрів та забезпечують виробництво 291 млн кВт-год електроенергії на рік.